# Contact Evaluation Plot
Das Contact Evaluation Plot (CEP) ist die Darstellung von Geräuschpeilungen (z. B. durch Kavitation, Antrieb, Aktiv-Sonar) in der Regel von Fahrzeugen und dient hauptsächlich der Überwasser-Lagebild-Erstellung auf getauchten U-Booten. Die Geräuschpeilungen werden in einem Koordinatensystem über die Zeit (y-Achse) in einem typischerweise 360°-Sektor (x-Achse) kontinuierlich aufgezeichnet und erzeugen damit Geräuschspuren, welche Aufschluss über die Bewegung der Geräuschträger geben.

## Begriffe

### Rechtweisende Peilung und Seitenpeilung
Die rechtweisende Peilung (Bmn) beschreibt die Peilung eines Objekts vom eigenen Standort aus relativ zu rechtweisend Nord, d. h. bezogen auf die Nord-Richtung gemäß einem Kompass. Die Peilung wird immer dreistellig ohne Grad-Zeichen angegeben (001 - 360).
Die Seitenpeilung (Bm) gibt eine Peilung immer relativ zu der eigenen Kurslinie (Ke) an und wird mit Grad-Zeichen angegeben. Sie kann zwischen 0° (recht voraus) und 180° (recht achteraus) liegen und hat auf der Backbord-Seite (linke Seite) ein negatives Vorzeichen und auf der Steuerbord-Seite (rechte Seite) ein positives Vorzeichen.
Formel: Bmn = Ke + Bm
Beispiel: Wir fahren 010 und peilen auf der Backbord-Seite in 100° ein Fahrzeug. Das Fahrzeug peilt rechtweisend in 010 + (-100°) = -90 = 360 - 90 = 270.

### Bearing Rate
Die Bearing Rate (BR) oder Peilungsauswanderung pro Minute und die Veränderung der Bearing Rate über die Zeit sind die
wichtigsten Informationen einer Geräuschspur. Eine Bearing Rate ist nur in dem Teil einer Geräuschspur aussagekräftig,
in welcher der Geräuschträger eine konstante Bewegung (konstanter Kurs und konstante Fahrt) hat.
Wandert die Geräuschspur nach links ist das Vorzeichen der Bearing Rate negativ, geht sie nach rechts ist das Vorzeichen positiv.
Beispiel: Ein Fahrzeug peilte um 07:42 Uhr in 080, um 07:50 Uhr in 060. Das Fahrzeug ist in 8 Minuten 20° nach links gewandert, d. h. es hat in dem Zeitraum eine durchschnittliche Bearing Rate von -2,5°/min.

### Bug und Lage
Der Bug gibt die Seite eines Fahrzeugs, welche vom eigenen Standort aus zu sehen ist, an. Bei Bug rechts befindet sich der Bug auf der rechten
Seite, d. h. die Steuerbord-Seite des Fahrzeugs ist zu sehen, bei Bug links ist entsprechend die Backbord-Seite zu sehen.
Die Lage (Im) gibt den Winkel zwischen Kurslinie des Fahrzeugs (Kd) und der rechtweisenden Peilung (Bmn) an. Die Lage kann zwischen 0° (Bug direkt auf den
eigenen Standort gerichtet) und 180° (Heck direkt auf den eigenen Standort gerichtet) sein. Das Vorzeichen der Lage ist bei Bug links negativ, bei Bug
rechts positiv.
Die Richtung der Lage wird immer über den Bug angegeben, außer bei Lage 0 und Lage 180.
Formel: Kd = Bmn +/- 180° - Im
Beispiel: Ein Fahrzeug mit Kurs 270 peilt in 030. Das Fahrzeug hat eine Lage von 030 + 180° - 270 = -60, also Bug links, Lage 60.

### Stehende Peilung
Eine stehende Peilung zu einem Objekt zu haben bedeutet, dass das Objekt immer in derselben Peilung steht, d. h. nicht nach links oder rechts auswandert.
Entstehen kann eine stehende Peilung dadurch, dass ein Fahrzeug
- mit gleichem Kurs und gleicher Fahrt mitläuft,
- anläuft oder abläuft mit höherer Geschwindigkeit als der eigenen Geschwindigkeit,
- entgegenkommt (genau von recht voraus) oder aufkommt (genau von recht achteraus),
- sehr weit entfernt ist.

Grundsätzlich ist jede stehende Peilung eine potentielle Kollisionsgefahr, wenn nichts weiteres über das Fahrzeug bekannt ist. Besteht (absichtlich) eine stehende Peilung zu einem anlaufenden Fahrzeug, so ist der anliegende, eigene Kurs gleichzeitig der schnellste Abfangkurs für das Fahrzeug.

## Interpretation des CEP

### Entfernungsänderung
Wird der Betrag der Bearing Rate eines Geräuschträgers mit der Zeit größer, d. h. die Geräuschspur flacht ab (verläuft konvex),
kommt der Geräuschträger näher (ist anlaufend).
Bei einer sich zunehmend aufstellenden Geräuschspur (konkav verlaufend) wird der Betrag der Bearing Rate mit der Zeit kleiner,
d. h. der Geräuschträger entfernt sich (ist ablaufend). Bei einem geraden Verlauf der Geräuschspur,
d. h. bei sehr geringer bis keiner Bearing Rate, besteht eine stehende Peilung zu dem Geräuschträger. Geht eine Geräuschspur nach
einem konvexen in einen konkaven Verlauf über, war der Geräuschträger im Übergang von konvex zu konkav im Closed Point of Approach
(CPA), d. h. im Punkt der seiner dichtesten Annäherung an den eigenen Standort.

### Bug
Befindet sich ein Fahrzeug vom eigenen Standort aus gesehen auf der rechten Seite (an Steuerbord) mit negativer Bearing Rate (geht nach links) oder stehender Peilung, so hat das Fahrzeug immer Bug links. Ein Fahrzeug auf der linken Seite (an Backbord) mit positiver Bearing Rate (geht nach rechts) oder stehender Peilung hat immer Bug rechts.